# Kjell Magne Bondevik

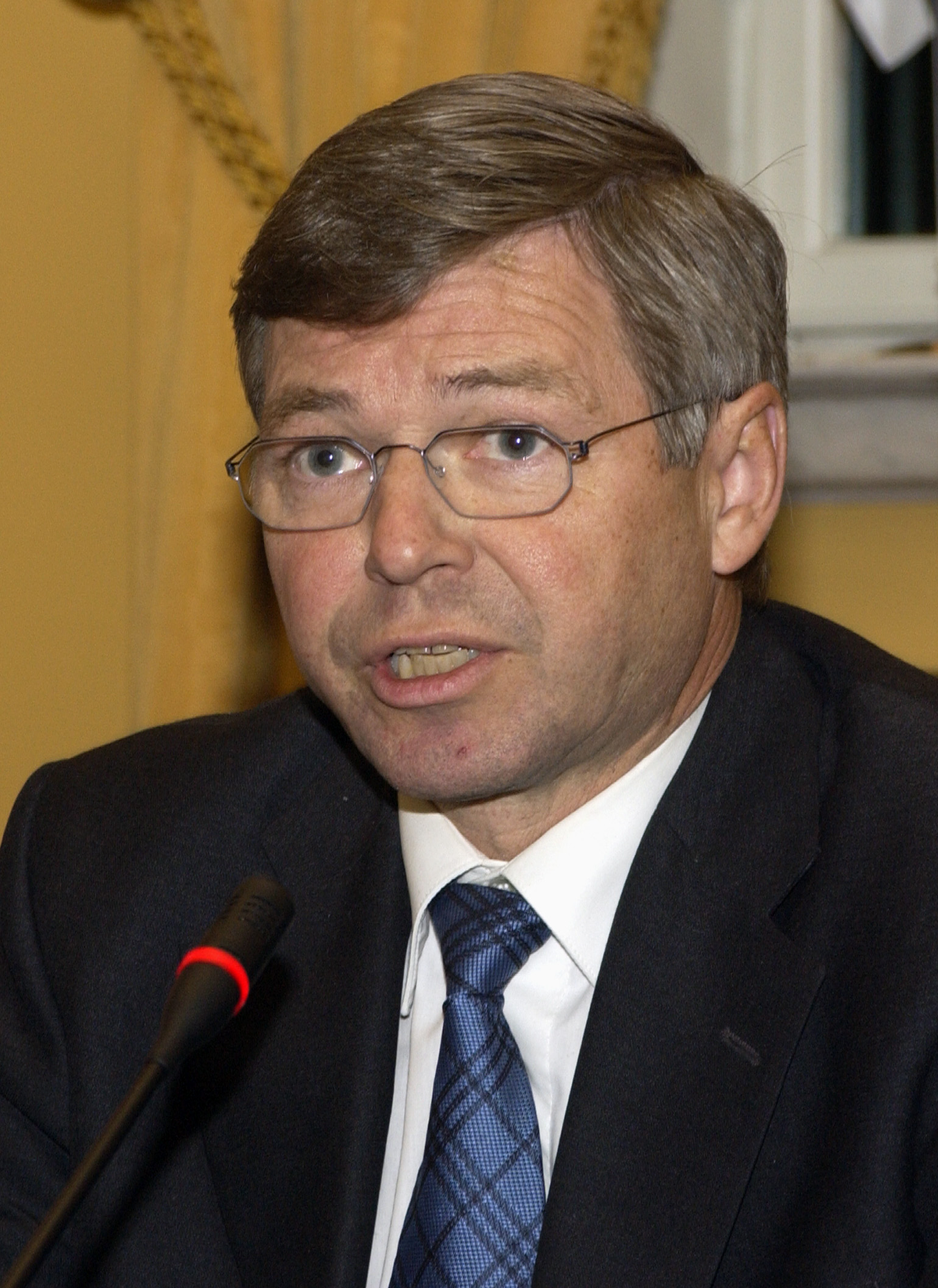
Kjell Magne Bondevik in Oslo am 26. Oktober 2003

Kjell Magne Bondevikⓘ [çɛl ˈmaŋnə ˈbunəviːk] (* 3. September 1947 in Molde) ist ein norwegischer Politiker der christdemokratischen Kristelig Folkeparti (KrF). Er war Oktober 1997 bis März 2000 sowie erneut von Oktober 2001 bis Oktober 2005 der Ministerpräsident (Statsminister) Norwegens. Von 1973 bis 2005 war er Abgeordneter im Storting, von Juni 1983 bis Mai 1986 war er der Kirchen- und Unterrichtsminister und von Oktober 1989 bis November 1990 der Außenminister seines Landes.

## Leben
Bondevik kam 1947 als Sohn des Rektors Johannes O. Bondevik (1905–2007), der an einer christlichen Schule in Molde tätig wa, und der Hausfrau Margit Hæreid (1905–1976) zur Welt. Sein Onkel ist der Politiker Kjell Bondevik, der längere Zeit KrF-Vorsitzender war. Im Jahr 1966 beendete er seine Schulzeit. Er begann sich in der KrF-Parteijugend Kristelig Folkepartis Ungdom (KrFU) zu engagieren, wo er 1965 Mitglied geworden war. Dort war er von 1968 bis 1970 der Vizevorsitzende, bevor er von 1970 bis 1973 als Vorsitzender der KrFU fungierte. Bereits bei der Parlamentswahl 1969 kandidierte er erstmals für einen Sitz im norwegischen Nationalparlament, dem Storting, ohne jedoch einziehen zu können. In der Zeit von 1971 bis 1973 saß er im Kommunalparlament von Nesodden. Am 23. Oktober 1972 wurde er Staatssekretär im Amt des Ministerpräsidenten, dem Statsministerens kontor. Dort war er unter Ministerpräsident Lars Korvald bis zum 6. August 1973 für Presseangelegenheiten zuständig.

### Stortingsabgeordneter und Parteivorsitzender
Bei der Wahl 1973 zog Bondevik erstmals in das Storting ein. Dort vertrat er den Wahlkreis Møre og Romsdal und wurde Sekretär im Kirchen- und Bildungsausschuss. Im Jahr 1975 schloss Bondevik sein Studium an der privaten Theologischen Hochschule (Det teologiske Menighetsfakultet) in Oslo ab. 1979 wurde er als Pastor der lutherischen Staatskirche ordiniert. Aufgrund seiner Tätigkeit als Politiker war er jedoch kaum als Pastor tätig. Bei einem Parteitag im Jahr 1975 wurde er zum neuen stellvertretenden Vorsitzenden der KrF gewählt. In der Partei setzte sich Bondevik für eine Neuausrichtung aus. Er gehörte im Gegensatz zum KrF-Vorsitzenden Kåre Kristiansen dem Parteiflügel an, der eine Zuordnung zum bürgerlichen Block ablehnte und es kam in dieser Zeit zu einem Machtkampf innerhalb der Partei.
Im Anschluss an die Stortingswahl 1977 wurde er Mitglied im Finanzausschuss, wo er auch nach der Wahl 1981 verblieb. Ab Oktober 1977 gehörte Bondevik dem KrF-Fraktionsvorstand an und ab Oktober 1981 fungierte er als Fraktionsvorsitzender. Im Jahr 1981 kam es zu einem Parteientscheid, dass man keine Regierungszusammenarbeit mit Parteien eingehen wolle, die für das Recht auf selbstbestimmten Schwangerschaftsabbruch eintraten. Bei einem Parteitag im April 1983 wurde Bondevik als Nachfolger von Kåre Kristiansen zum neuen KrF-Vorsitzenden gewählt. Zugleich wurde der Parteibeschluss über mögliche Regierungszusammenarbeiten – wie von Bondvik gewünscht – aufgeweicht und im Mai 1983 begannen Regierungsverhandlungen mit der Partei Høyre.

### Zeit als Minister
Am 8. Juni 1983 traten die schließlich die beiden Parteien KrF und Senterpartiet der Regierung Willoch bei. Bondevik erhielt im Zuge dessen als Nachfolger vom Høyre-Politiker Tore Austad das Amt als Kirchen- und Unterrichtsminister. Bei der Parlamentswahl 1985 zog Bondevik erneut ins Storting ein. Wegen seiner Regierungsmitgliedschaft musste er wie bereits zuvor sein Mandat jedoch ruhen lassen. Ab Oktober 1985 fungierte Bondevik neben seiner Tätigkeit als Kirchen- und Unterrichtsminister auch als Vizeministerpräsident. Bondeviks Amtszeit Minister endete mit dem Rücktritt der Regierung Willoch am 9. Mai 1986. Kjell Magne Bondevik kehrte daraufhin ins Parlament zurück, wo er erneut Fraktionsvorsitzender und zunächst Mitglied im Sozialausschuss wurde. Im Oktober 1986 übernahm er den Posten als Sekretär im Außen- und Verfassungsausschuss.
Im Anschluss an die Stortingswahl 1989 wurde Bondevik am 16. Oktober 1989 zum Außenminister in der Regierung Syse ernannt. Er blieb bis zum Abtritt der Regierung am 3. November 1990 im Amt. Nachdem er während seiner Zeit als Außenminister von seiner Parteikollegin Aud Inger Aure vertreten wurde, kehrte er ins Parlament zurück. Dort wurde er Mitglied im Verteidigungsausschuss und Mitglied im KrF-Fraktionsvorstand. Bondevik gehörte zu den Befürwortern eines Beitritts zum Europäischen Wirtschaftsraums (EWR). Seine Position stand  dabei im Widerspruch zu Teilen seiner Partei und mit der Partei Senterpartiet. Im Vorfeld der Volksabstimmung über den Beitritt Norwegens zur Europäischen Union arbeiteten die beiden Parteien jedoch zusammen auf Seiten der EU-Gegner. Bondeviks Zeit als Parteivorsitzender endete im Jahr 1995, als Valgerd Svarstad Haugland zu seiner Nachfolgerin gewählt wurde.

### Ministerpräsident

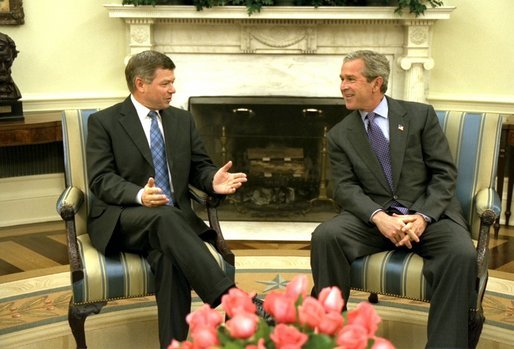
Bondevik mit US-Präsident George W. Bush, 2003

Nach der Stortingswahl 1997 wurde Kjell Magne Bondevik am 17. Oktober 1997 neuer Ministerpräsident Norwegens. Seine Regierung Bondevik I bestand aus Politikern der Parteien KrF, Senterpartiet und Venstre. Die drei Parteien hatten im Storting lediglich 42 der insgesamt 169 Mandate. Nachdem die Regierung zunächst beliebt war, kam sie im Laufe des Jahres 1998 zunehmend unter Druck. Bondeviks Entscheidung, sich ab dem 31. August 1998 wegen einer „depressiven Reaktion“ aufgrund der Stresssituation krankschreiben zu lassen, führte zu internationaler Medienberichterstattung. Am 24. September 1998 nahm er die Amtsgeschäfte schließlich wieder auf.
Im März 2000 kam es zu einem Misstrauensvotum gegen Bondevik. Grund war eine verlorene Abstimmung im Parlament über den Bau eines Gaswerkes. Seine erste Amtszeit als Ministerpräsident endete schließlich am 17. März 2000, als Jens Stoltenberg von der Arbeiderpartiet die Regierungsgeschäfte übernahm.
Nach dem Ende seiner ersten Amtszeit als Ministerpräsident kehrte Bondevik wiederum in das Storting zurück. Dort wurde er erneut Fraktionsvorsitzender und Mitglied im Außenausschuss. Nach der Wahl 2001, bei der Stoltenberg seinen Rückhalt im Parlament verlor, wurde Bondevik am 19. Oktober 2001 erneut Ministerpräsident. Er bildete die Regierung Bondevik II. An der Regierung beteiligt waren die Parteien Høyre, Venstre und KrF. Bondviks Regierungszeit endete nach der Stortingswahl 2005 am 17. Oktober 2005. Die KrF ging bei der Wahl von 22 auf elf Abgeordnete zurück. Erneut wurde Jens Stoltenberg von der Arbeiderpartiet sein Amtsnachfolger. Bei der Wahl 2005 hatte Bondevik selbst nicht mehr für ein Mandat im Storting kandidiert und er schied damit im Herbst 2005 aus dem Parlament aus. Insgesamt war er 32 Jahre und neun Tage Abgeordneter im Parlament, aufgrund seiner Regierungsmitgliedschaften wurde er jedoch häufig von Parteikollegen vertreten.

### Zeit nach der Politik
Nach seinem Rückzug aus der Politik gründete Bondevik die NGO Oslosenteret. Die Stiftung begann sich unter anderem im Bereich der Entwicklungshilfe zu engagieren. Er fungierte bis 2018 als deren Leiter. Im Jahr 2006 veröffentlichte er mit Et liv i spenning seine Memoiren. Ein Jahr später wurde er ein Ehrenmitglied der KrF.

## Werke
- Det tredje alternativet (1994)
- Et liv i spenning (2006)